# Koji Doi
Takashi Doi (土肥孝司, Doi Takashi), né le 11 février 1990 à Kawasaki, est un catcheur (lutteur professionnel) japonais connu sous le nom de Koji Doi (どい こうじ, Doi Koji). Il travaille actuellement à la Wrestle-1.

## Carrière

### SMASH et Wrestling New Classic (2011-2014)
Doi s'entraine auprès de Yoshihiro Tajiri. Il commence sa carrière à la SMASH (en), la fédération de Tajiri, le 24 novembre 2011 où il perd un combat face à AKIRA. Il reste dans cette fédération jusqu'à sa fermeture le 14 mars 2012 où il fait équipe avec la catcheuse Aki Shizuku avec qui il perd un match un match par équipe mixte face à Takuya Kito et Mio Shirai (en).
Tajiri créé une nouvelle fédération, la Wrestling New Classic (en) (WNC), qui organise son premier spectacle le 26 avril. Doi et Shizuku font équipe dans un match remporté par Lin Byron et Yusuke Kodama. Il est un des participants de la Dave Finlay Cup où il se hisse en finale de ce tournoi en éliminant  Yoshihiro Horaguchi le 26 octobre puis Jiro Kuroshio le 28 novembre. Il échoue en finale le 27 décembre face à Akira Shinose.
Au début du mois de novembre 2013, la WNC annonce que Doi est un des participants de la deuxième édition de la Dave Finlay Cup. Il élimine Tank Nagai le 21 novembre, Yoshikazu Yokoyama huit jours plus tard et Kaji Tomato le 23 décembre avant d'échouer une seconde fois en finale face à Hiro Tonai.
Le 24 juin, Yoshihiro Tajiri annonce la fermeture de la WNC et lui ainsi que d'autres catcheurs dont Doi rejoignent la Wrestle-1.

### Wrestle-1 (2014-2020)
Il participe ensuite au Tag League Greatest 2014 avec Yusuke Kodama, un tournoi pour déterminer les premiers Wrestle-1 Tag Team Champions avec un record d'un match nul et trois défaites. Le 22 décembre, après que lui et Jiro Kuroshio est perdu contre Desperado (Kazma Sakamoto et Ryouji Sai), il se retourne contre ce dernier et rejoint Desperado. 
Le 30 janvier 2015, lui et Kazma Sakamoto perdent contre Team 246 (Kaz Hayashi et Shūji Kondō) et ne remportent pas les Wrestle-1 Tag Team Championship.
Le 3 novembre, lui, Kazma Sakamoto et Nosawa Rongai battent Jackets (Jiro Kuroshio, Seiki Yoshioka et Yasufumi Nakanoue) et remportent les UWA World Trios Championship. Le 27 novembre, ils perdent les titres contres Jackets.
Le 18 septembre 2016, il perd contre Yuji Hino. Le 7 décembre, lui, Yusuke Kodama, Andy Wu, Daiki Inaba, Jiro Kuroshio, Seiki Yoshioka, Kumagoro et Kohei Fujimura forment un groupe nommé "NEW ERA".
Le 20 mars 2017, lui et Kumagoro battent Kaz Hayashi et Kotarō Suzuki et remportent les Wrestle-1 Tag Team Championship. Le 16 avril, lui, Andy Wu et Kumagoro battent Kaz Hayashi, Masayuki Kōno et Shūji Kondō et remportent les UWA World Trios Championship.
Après sa rupture avec Kumagoro, il forme une équipe avec Shūji Kondō, les amenant à battre Jiro Kuroshio et Masato Tanaka pour remporter les Wrestle-1 Tag Team Championship. Le 2 septembre, ils conservent les titres contre Strong Hearts (El Lindaman et T-Hawk).
Lors de Wrestle Wars 2020, lui et Daiki Inaba battent Enfants Terribles (Shotaro Ashino et Yusuke Kodama) et remportent les Wrestle-1 Tag Team Championship dont ils deviennent les derniers champions.

### All Japan Pro Wrestling (2020-...)
Le 30 août, il est révéler comme étant le nouveau membre du clan Enfants Terribles.
Le 3 janvier 2021, lui et Hokuto Omori perdent contre Purple Haze (Zeus et Izanagi) et ne remportent pas les AJPW All Asia Tag Team Championship.
Le 23 février 2021, lui et les autres membres de Enfants Terribles virent Shotaro Ashino du groupe, à la suite d'un désaccord entre ce dernier et Omori et le remplace par Jake Lee qui devient le nouveau leader du groupe après avoir trahi son coéquipier Koji Iwamoto,. Ils sont ensuite rejoint par TAIJIRI et le clan prend le nouveau nom de Total Eclipse.

## Palmarès
- Wrestle-1
  - 4 fois UWA World Trios Championship avec Kazma Sakamoto et Nosawa Rongai (1) et Andy Wu et Kumagoro (1), Jiro Kuroshio et Kumagoro (1) et Kumagoro et Takanori Ito (1)
  - 5 fois Wrestle-1 Tag Team Championship avec Kumagoro (3), Shūji Kondō (1) et Daiki Inaba (1)
  - 1 fois Wrestle-1 Result Championship
  - Wrestle-1 Tag League (2018) avec Shūji Kondō

- Wrestling New Classic
  - Dave Finlay Cup Second Place Prize (2012)